# ويليام هاريس (لاعب اتحاد الرغبي)
ويليام هاريس (بالإنجليزية: William Harris)‏ هو لاعب اتحاد الرغبي نيوزيلندي، ولد في 1876 في كرايستشرش في نيوزيلندا، وتوفي في 15 يونيو 1950 في دنيدن في نيوزيلندا.